# N-Ацетилглутаматсинтаза
N-Ацетилглутаматсинтаза (англ. N-Acetylglutamate synthase, сокр. NAGS) — фермент (КФ 2.3.1.1) из семейства ацилтрансфераз (класс трансферазы), катализирующий реакцию переноса ацетильной группы (CH3-CO-) от молекулы ацетил-CoA на молекулу субстрата — глутамата, по уравнению:
ацетил-CoA + глутамат → CoA-SH + N-ацетилглутамат.
Продуктами реакции соответственно являются кофермент А и N-ацетилглутамат (NAG).
N-ацетилглутамат (NAG) может быть использован в синтезе двух важных аминокислот — орнитина и аргинина или выступать аллостерическим кофактором для карбамоилфосфатсинтетазы I (CPS1). У млекопитающих фермент локализован в митохондриальном матриксе, клетках печени (гепатоцитах) и кишечника (энтероцитах).
У человека ген, кодирующий данный фермент — NAGS, локализован на 17-й хромосоме.

## Биологические функции

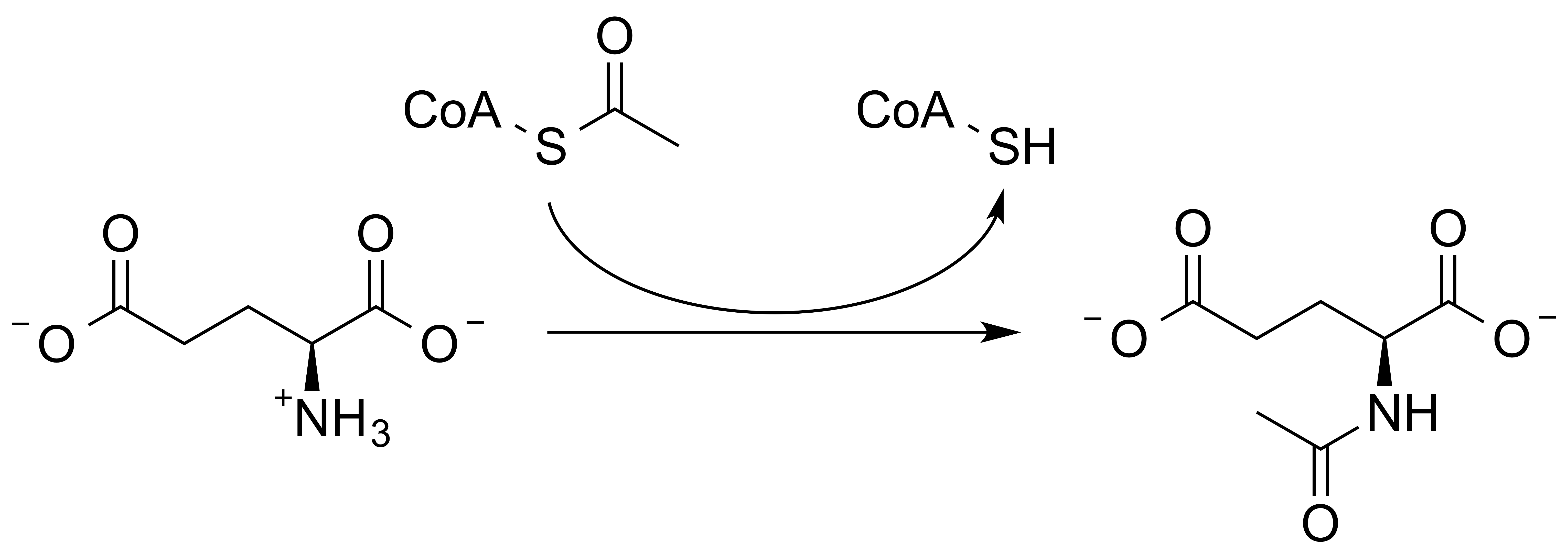
Общая схема реакции синтеза молекулы N-ацетилглутамата (NAG), с участием N-ацетилглутаматсинтазы (NAGS).

Большинство прокариот (бактерий) и низшие эукариоты (грибы, зелёные водоросли, растения и т.д.) продуцируют N-ацетилглутамат (NAG), посредством орнитин-ацетилтрансферазы (ОАТ), которая является частью орнитинового цикла.
В некоторых растениях и бактериях, однако, NAG катализирует первую ступень в „линейном“ пути синтеза аргинина.
Белковые последовательности NAGS между прокариотами, низших эукариот и высших эукариот показали замечательное отсутствие сходства. Идентичность последовательности между прокариотических и эукариотических NAGS в основном составляет <30 %, в то время как идентичность последовательности между низшими и высшими эукариотами составляет ~20 %. 
Ферментативная активность NAGS модулируется L-аргинином, который действует как ингибитор в растительных и бактериальных формах фермента, но служит эффектором (активатором) у позвоночных. Хотя роль аргинина в качестве ингибитора NAG в синтезе орнитина и аргинина хорошо известно, однако, есть некоторые противоречия относительно роли NAG в цикле мочевины. В настоящее время принята роль NAG у позвоночных, в котором он служит важным аллостерическим кофактором для CPS1 (действует в качестве основного регулятора потока цикла мочевины). В этой роли, регуляция обратной связи аргинином будет сигнализировать ферменту NAGS об избытке аммиака в клетке, который должен быть удалён посредством ускорения ферментативной функции NAGS. Как можно заметить, эволюционный путь NAGS из незаменимого (эссенциального) синтетического фермента до первичного регулятора цикла мочевины, ещё не полностью изучен.

## Механизм катализа

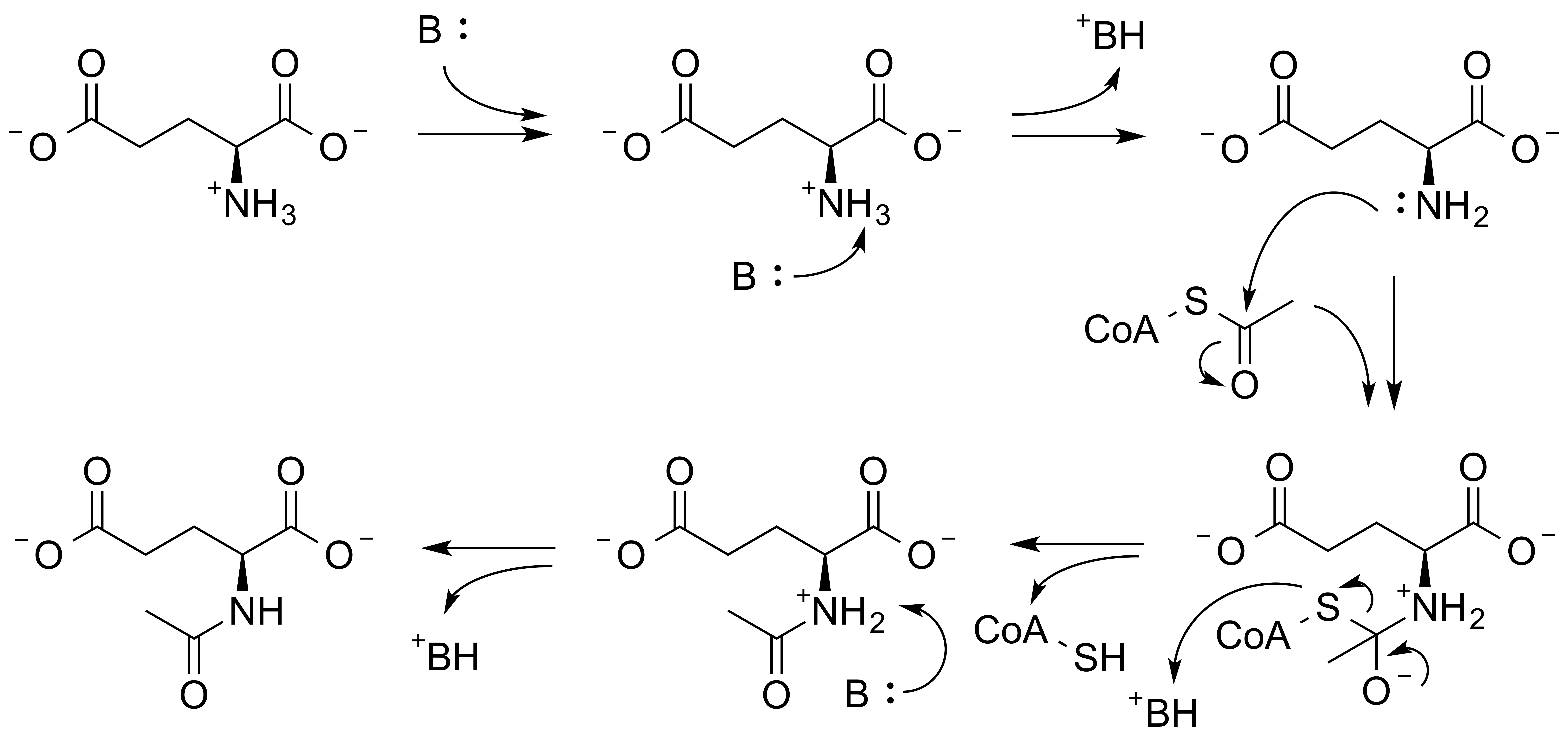
Упрощённый механизм катализа N-ацетилглутаматсинтазы (NAGS)

Для катализа N-ацетилтрансферазы было предложено два механизма: двухступенчатый, так называемый пинг-понг механизм, связанный с передачей соответствующих ацетильных групп к активированному остатку цистеина, и одноступенчатый механизм, посредством прямой атаки атомом азота аминогруппы по карбонильной группе. Исследования, проведённые с использованием NAGS, полученных из гонококков (Neisseria gonorrhoeae) предполагают, что ферментный катализ протекает через описанный ранее одностадийный механизм. В данном предположении, карбонильная группа ацетил-CoA подвергается атаки непосредственно атомом α-аминного азота (аминогруппы) глутамата. Этот механизм поддерживается активацией карбонильной группы через поляризацию водородной связи, а также в отсутствие подходящего цистеина в активном центре, в качестве промежуточного акцептора ацетильной группы.

## Медицинское значение
Инактивация NAGS приводит к дефициту N-ацетилглутаматсинтазы, одной из форм гипераммонемии. В организмах многих позвоночных N-ацетилглутамат (NAG) является важным аллостерическим кофактором CPS1 — фермента, который катализирует первую ступень в цикле мочевины. Без стимуляции NAG, CPS1 не может преобразовать аммиак в карбамоилфосфат, что приводит к накоплению токсичного аммиака для живых клеток. Карбамоилглутамат показывает надежду на возможное лечение NAGS дефицита. Вследствие структурного сходства между молекулами NAG и карбамоилглутамата, последний возможно использовать в качестве эффективного агониста карбамоилфосфатсинтетазы I (CPS1).